# Guignicourt-sur-Vence
Pour les articles homonymes, voir Vence (homonymie).
Guignicourt-sur-Vence est une commune française située dans le département des Ardennes, en région Grand Est.

## Géographie
| Gruyères | Mondigny, Champigneul-sur-Vence Saint-Pierre-sur-Vence | Boulzicourt |
|          | Guignicourt-sur-Vence                                  |             |
| Touligny |                                                        | Yvernaumont |

altitude 167 mètres : 302 m
La commune est traversée par la Vence et le Petit Rhône. Elle se situe au centre géographique des Ardennes à égale distance des extrémités nord et sud, d'une part, et est et ouest d'autre part.( Badiner Quantin, Géographie des Ardennes, 1848)

### Hydrographie
La commune est dans le bassin versant de la Meuse au sein du bassin Rhin-Meuse. Elle est drainée par la Vence et le ruisseau de Franc-Lieu,.
La Vence, d'une longueur de 33 km, prend sa source dans la commune de Launois-sur-Vence et se jette  dans la Meuse à Charleville-Mézières, après avoir traversé 13 communes.

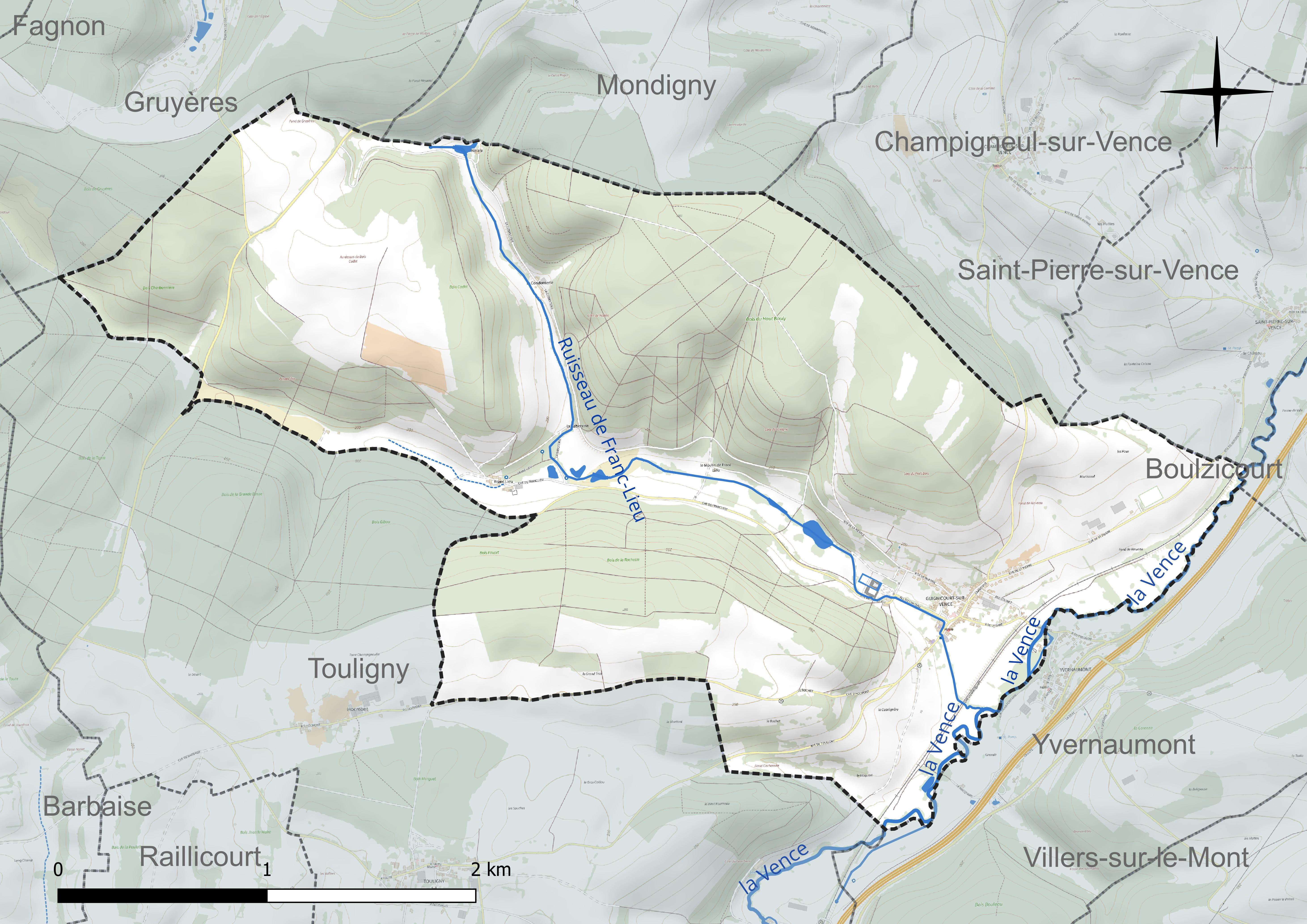
Réseau hydrographique de Guignicourt-sur-Vence.

### Climat
Pour des articles plus généraux, voir Climat du Grand Est et Climat des Ardennes.
En 2010, le climat de la commune est de type climat de montagne, selon une étude du Centre national de la recherche scientifique s'appuyant sur une série de données couvrant la période 1971-2000. En 2020, Météo-France publie une typologie des climats de la France métropolitaine dans laquelle la commune est exposée à un climat océanique altéré et est dans la région climatique Nord-est du bassin Parisien, caractérisée par un ensoleillement médiocre, une pluviométrie moyenne régulièrement répartie au cours de l’année et un hiver froid (3 °C).
Pour la période 1971-2000, la température annuelle moyenne est de 9,8 °C, avec une amplitude thermique annuelle de 15,5 °C. Le cumul annuel moyen de précipitations est de 923 mm, avec 14 jours de précipitations en janvier et 9,5 jours en juillet. Pour la période 1991-2020, la température moyenne annuelle observée sur la station météorologique de Météo-France la plus proche, « Launois-sur-Vence_sapc », sur la commune de Launois-sur-Vence à 9 km à vol d'oiseau, est de 10,5 °C et le cumul annuel moyen de précipitations est de 889,5 mm. 
La température maximale relevée sur cette station est de 39,4 °C, atteinte le 25 juillet 2019 ; la température minimale est de −12,8 °C, atteinte le 7 février 2012,,.
Les paramètres climatiques de la commune ont été estimés pour le milieu du siècle (2041-2070) selon différents scénarios d'émission de gaz à effet de serre à partir des nouvelles projections climatiques de référence DRIAS-2020. Ils sont consultables sur un site dédié publié par Météo-France en novembre 2022.

## Urbanisme

### Typologie
Au 1er janvier 2024, Guignicourt-sur-Vence est catégorisée commune rurale à habitat dispersé, selon la nouvelle grille communale de densité à 7 niveaux définie par l'Insee en 2022.
Elle est située hors unité urbaine. Par ailleurs la commune fait partie de l'aire d'attraction de Charleville-Mézières, dont elle est une commune de la couronne,. Cette aire, qui regroupe 132 communes, est catégorisée dans les aires de 50 000 à moins de 200 000 habitants,.

### Occupation des sols
L'occupation des sols de la commune, telle qu'elle ressort de la base de données européenne d’occupation biophysique des sols Corine Land Cover (CLC), est marquée par l'importance des forêts et milieux semi-naturels (51,7 % en 2018), une proportion identique à celle de 1990 (51,7 %). La répartition détaillée en 2018 est la suivante : 
forêt Vadums (51,7 %), prairies (25,9 %), terres arables (19,9 %), zones urbanisées (2,5 %). L'évolution de l’occupation des sols de la commune et de ses infrastructures peut être observée sur les différentes représentations cartographiques du territoire : la carte de Cassini (XVIIIe siècle), la carte d'état-major (1820-1866) et les cartes ou photos aériennes de l'IGN pour la période actuelle (1950 à aujourd'hui).

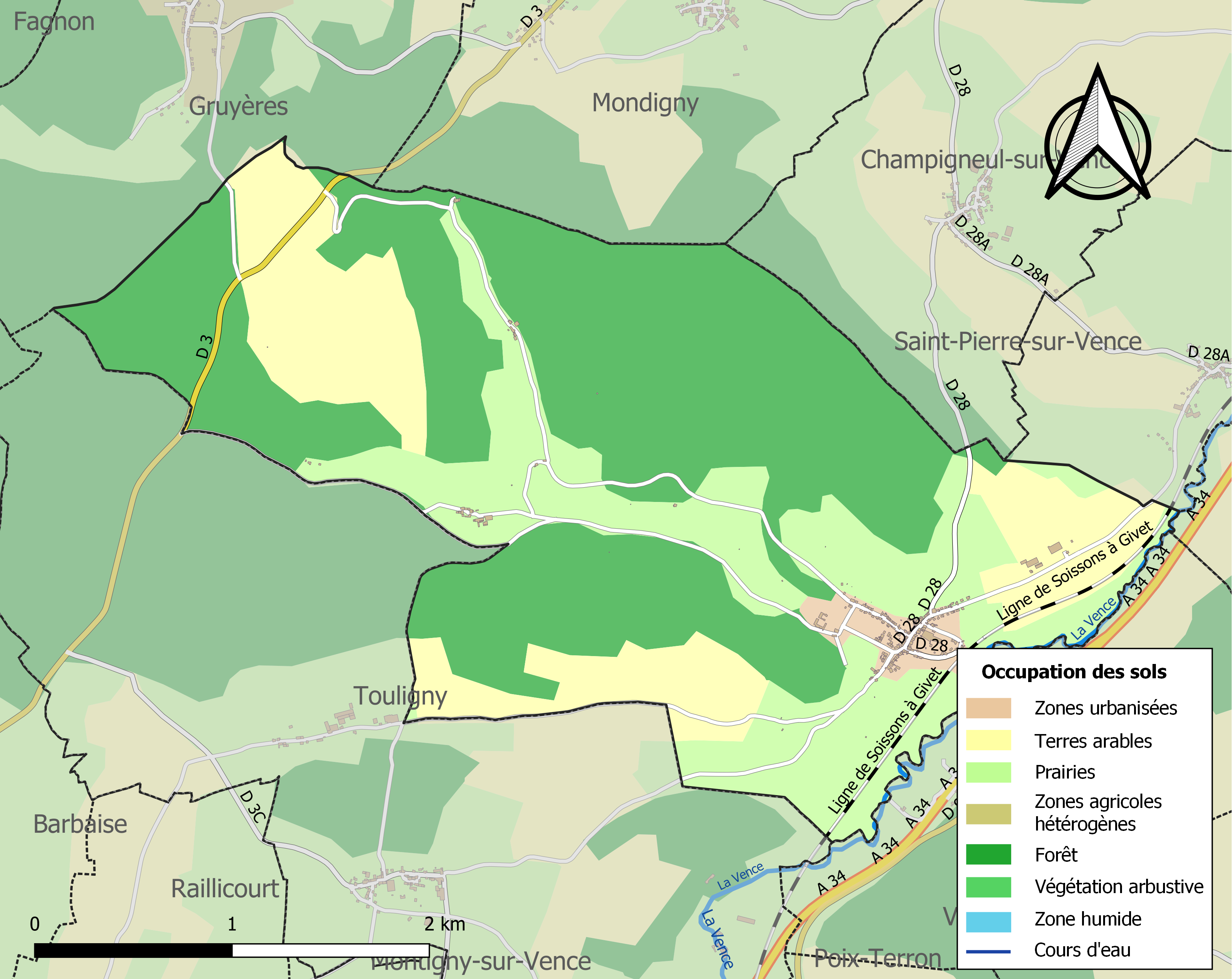
Carte des infrastructures et de l'occupation des sols de la commune en 2018 (CLC).

## Toponymie
Mentionnée sous la forme de Gunhericurtis en 1023 dans le diplôme de l'empereur germanique Henri II.
La Vence est une rivière française du département des Ardennes, en ancienne région Champagne-Ardenne donc en nouvelle région Grand-Est, affluent gauche de la Meuse.

## Histoire
Vers 1025, un moine anonyme, dans son Histoire de l'abbaye de Mouzon, cite la Vallée d'Eve et son seigneur Warzelinius, Wazelin, qui vivait vers l'an 950.
Guignicourt faisait partie du comté de Castrice des comtes de la Maison d'Ardenne, dans l'Empire germanique.
Au début du XIe siècle elle passe dans le comté de Rethel, dans la mouvance des comtes de Champagne mais dans sa partie germanique.
1143 : translation clandestine des reliques de saint Candide et de saint Victor, martyrs de la légion Thébaine, de la chapelle de Havia (Vallée d'Eve) à l'abbaye de Waulsort (Belgique actuelle). Rodolphus-Raoul de Havia Chauvency crée alors la dynastie des Guignicourt (d'argent à trois lionceaux de gueules - armes que l'on retrouve à la préfecture des Ardennes et sur la façade de l'hôtel de ville de Charleville-Mézières au titre de la ville de Mohon qui resta dans la seigneurie de Guignicourt jusqu'en 1613).
Guignicourt devient française par le rattachement à la France des parties germanique du comté de Champagne à l'avènement de Louis X le Hutin.
Les Guignicourt et leurs descendants : les Savigny, les Berles, les Dainville, les Maillards, les Deschamps de Marcilly, le maréchal de Montdejeux, Villelongue - tiendront la seigneurie jusqu'au XVIIIe siècle.
Robert de Wignacourt, seigneur de Touligny racheta une partie de la seigneurie aux héritiers du Maréchal en 1692, ainsi qu'à monsieur de Dainville. L'autre partie de la seigneurie fut acquise par M. de Fumeron à la veuve de Villelongue en 1715. L'alliance entre Daniel de Wignacourt et Marie Claire de Fumeron permit de rassembler la majeure partie des terres dans la famille de Wignacourt.

## Démographie
L'évolution du nombre d'habitants est connue à travers les recensements de la population effectués dans la commune depuis 1793. Pour les communes de moins de 10 000 habitants, une enquête de recensement portant sur toute la population est réalisée tous les cinq ans, les populations de référence des années intermédiaires étant quant à elles estimées par interpolation ou extrapolation. Pour la commune, le premier recensement exhaustif entrant dans le cadre du nouveau dispositif a été réalisé en 2004.

En 2022, la commune comptait 265 habitants, en évolution de −15,34 % par rapport à 2016 (Ardennes : −2,97 %, France hors Mayotte : +2,11 %).
| 1793 | 1800 | 1806 | 1821 | 1831 | 1836 | 1841 | 1846 | 1851 |
| ---- | ---- | ---- | ---- | ---- | ---- | ---- | ---- | ---- |
| 208  | 210  | 234  | 243  | 307  | 341  | 378  | 366  | 370  |

| 1866 | 1872 | 1876 | 1881 | 1886 | 1891 | 1896 | 1901 | 1906 |
| ---- | ---- | ---- | ---- | ---- | ---- | ---- | ---- | ---- |
| 344  | 308  | 322  | 346  | 355  | 366  | 314  | 324  | 287  |

| 1911 | 1921 | 1926 | 1931 | 1936 | 1946 | 1954 | 1962 | 1968 |
| ---- | ---- | ---- | ---- | ---- | ---- | ---- | ---- | ---- |
| 282  | 280  | 293  | 243  | 254  | 237  | 364  | 279  | 269  |

| 1975 | 1982 | 1990 | 1999 | 2004 | 2006 | 2009 | 2014 | 2019 |
| ---- | ---- | ---- | ---- | ---- | ---- | ---- | ---- | ---- |
| 267  | 257  | 313  | 317  | 309  | 302  | 297  | 312  | 280  |

| 2022 | - | - | - | - | - | - | - | - |
| ---- | - | - | - | - | - | - | - | - |
| 265  | - | - | - | - | - | - | - | - |

## Culture locale et patrimoine

### Lieux et monuments
- Château privé du XVIIIe siècle, parc remarquable, d'inspiration romantique.
- Arboretum Victor-Cayasse.
- Église Saint-Martin de Guignicourt-sur-Vence.

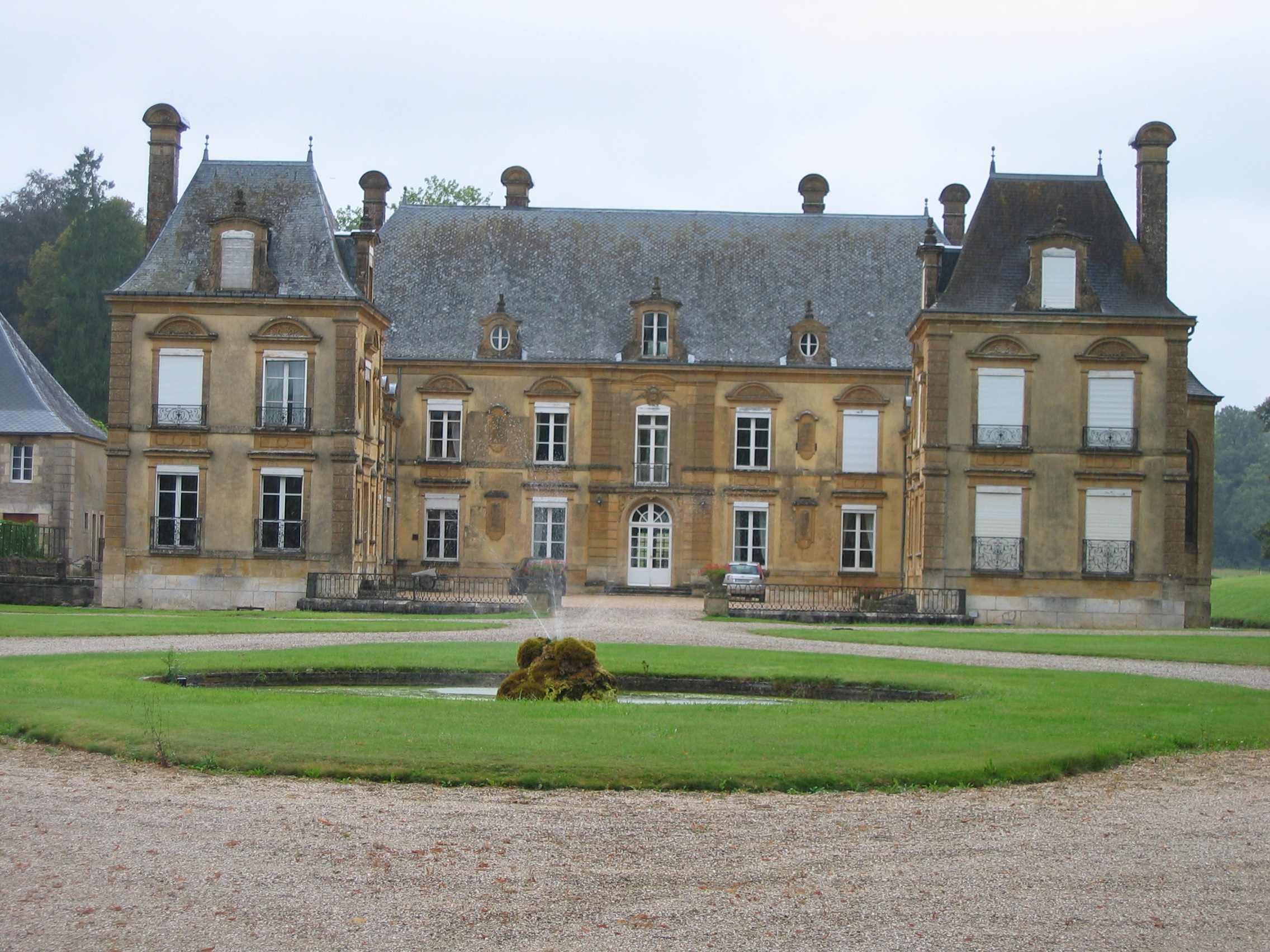
Le château.
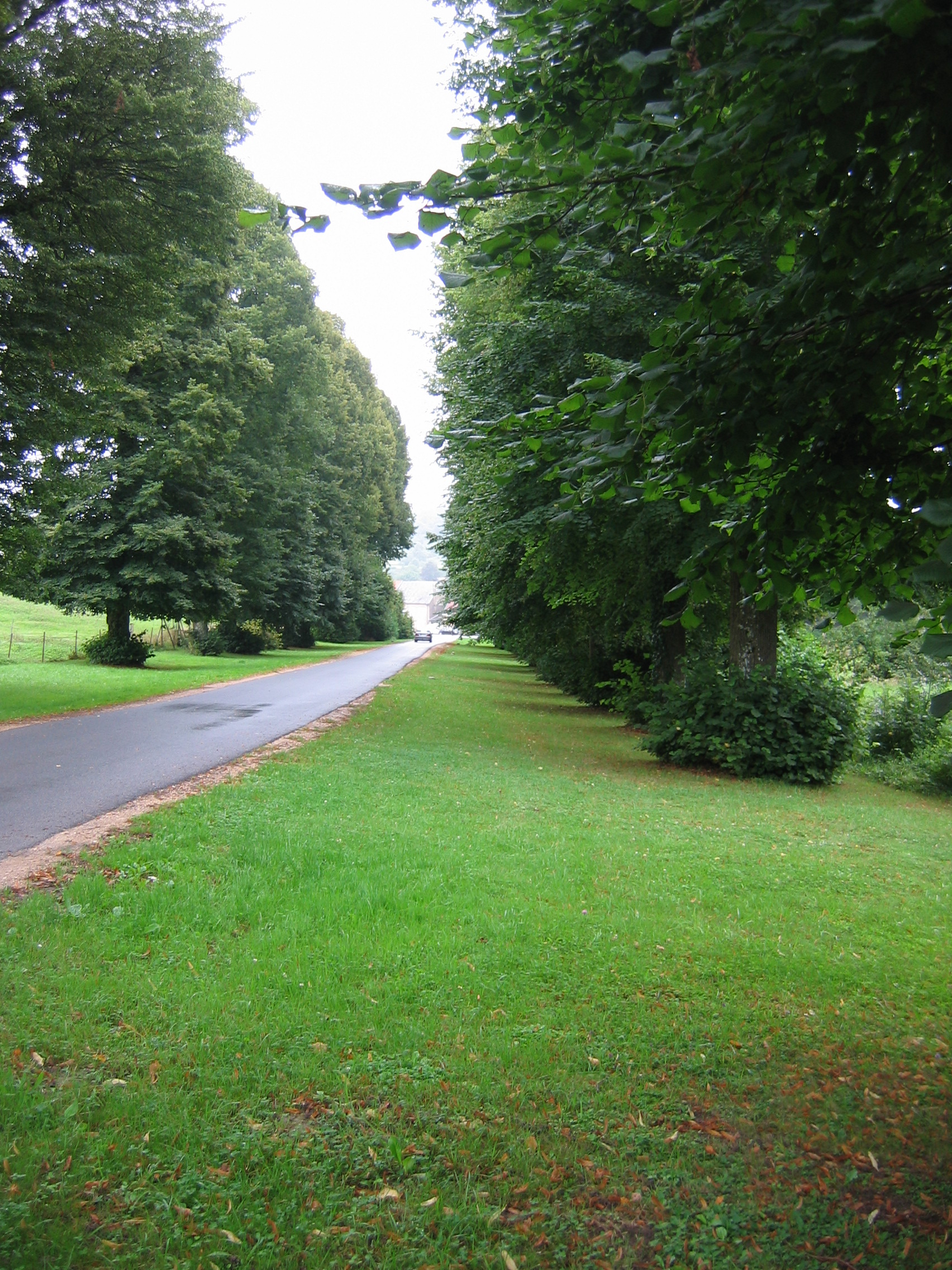
Allée conduisant au château.
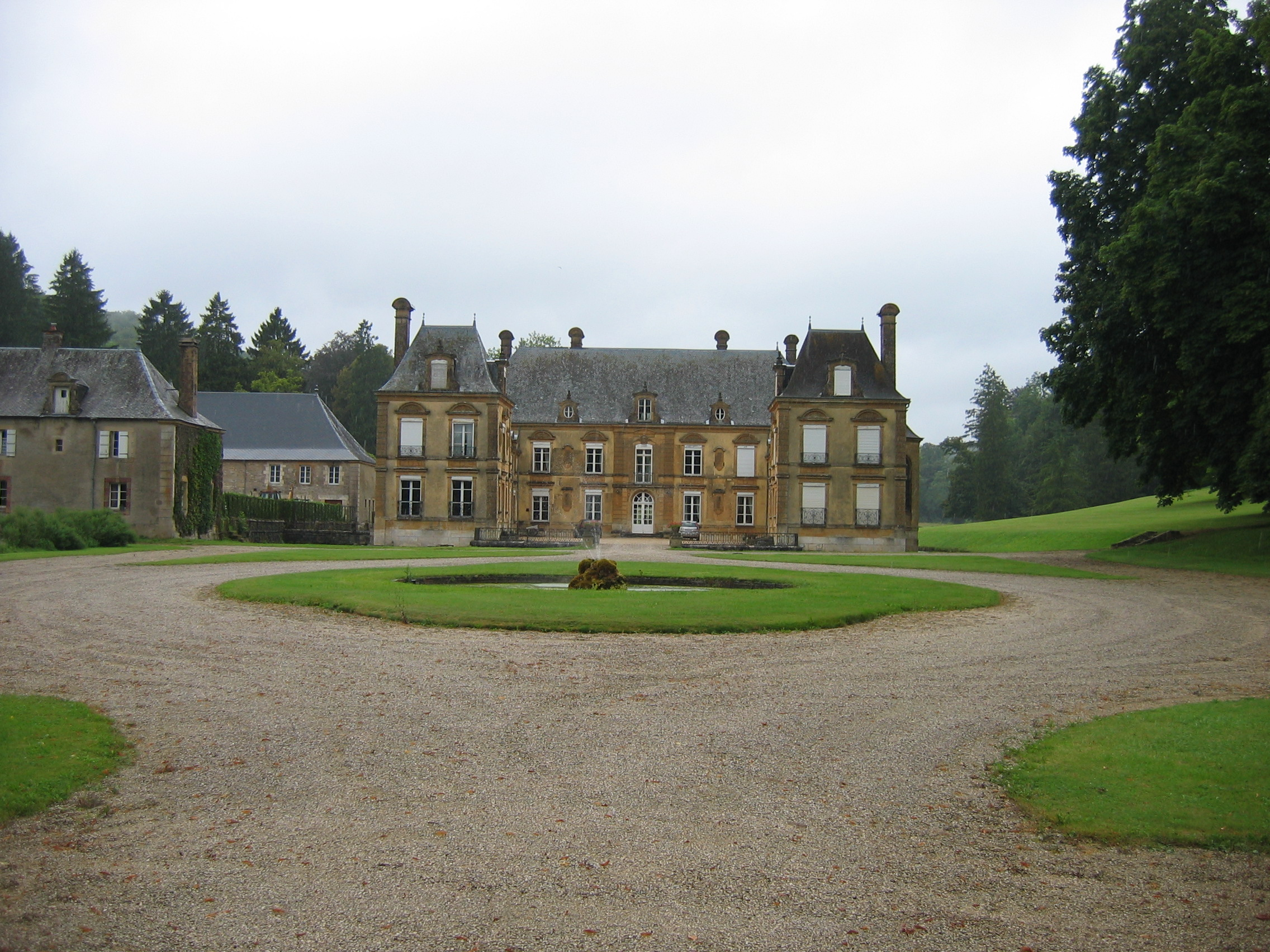
Le parc.
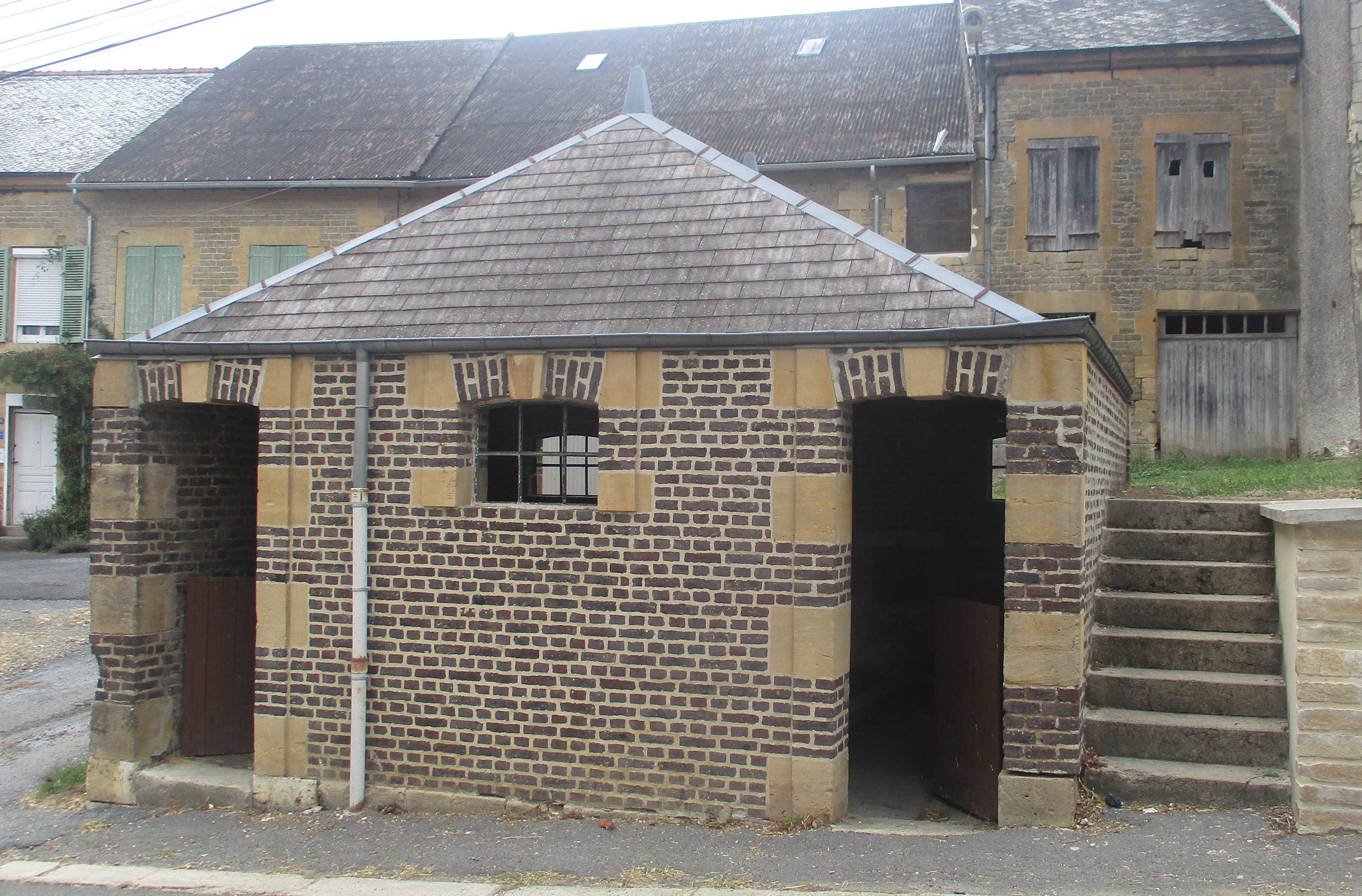
Lavoir

### Personnalités liées à la commune
Comte Adrien de Wignacourt (1845-1915), député des Ardennes de 1893 à 1898.
Jean Rogissart, écrivain régionaliste. Prix Théophraste Renaudot 1938 pour son roman Mervale, dont le titre est inspiré de l'écart de Guignicourt : Merale.

### Héraldique
| Armes de Guignicourt-sur-Vence | Les armes de Guignicourt-sur-Vence se blasonnent ainsi : D’azur au sautoir d’or chargé d’un lion de gueules en cœur, au chef d’argent chargé de trois fleurs de lys au pied nourri aussi de gueules. |